# Langues malayo-polynésiennes centrales
Les langues malayo-polynésiennes centrales, aussi appelées langues wallacéennes (en référence à la Wallacée), sont des langues austronésiennes et constituent un des sous-groupes présumés des langues malayo-polynésiennes. 

## Histoire
La date exacte de l'arrivée des Austronésiens en Indonésie orientale n'est pas connue avec certitude. Cette arrivée est connue comme étant la troisième route de peuplement de l'archipel malais et de l'Océanie, après celle du Nord-Ouest de Bornéo et du Nord de Célèbes, lorsque les cultivateurs de riz ont migré.
Ils seraient donc arrivés sur l'île d'Halmahera en passant la ligne de Wallace entre 3000 et 2500 avant J.-C. directement depuis les Philippines plutôt que Célèbes, et parlaient peut-être le proto-malayo-polynésien central-oriental.
Par la suite, les locuteurs de langues malayo-polynésiennes centrales se seraient dispersés à travers les Moluques et l'Est des Petites îles de la Sonde vers 2000 avant J.-C.

## Classification

### Place parmi les langues malayo-polynésiennes
La pertinence d'un groupe malayo-polynésien central n'est pas totalement établie. Son existence repose sur une proposition de Blust (1993). Pour lui c'est un des deux sous-groupes du malayo-polynésien central-oriental.
Néanmoins, Ross (2011) considère que le proto-malayo-polynésien central-oriental s'était déjà diversifié avant la séparation du proto-malayo-polynésien oriental. Ainsi, les langues malayo-polynésiennes ne partagent peut-être pas d'ancêtre en commun mais partagent certaines caractéristiques, telles que les semi-voyelles finales *-ay, *-aw et *-uy en proto-malayo-polynésien qui deviennent -a et -u (par exemple : *matáy ‘mourir’ devient mata en buru ; de la même façon, *panáw ‘marcher’ devient pana ; *bábuy ‘cochon’ devient fafu) ou encore les formes du sujet pronominal proclitique, bien que pour la première caractéristique, elle n'apparait pas dans toutes les langues malayo-polynésiennes centrales, et pour la deuxième, elle apparait également dans certaines langues malayo-polynésiennes occidentales et du Sud d'Halmahera. Ross pense donc que ce ne sont pas des innovations caractéristiques d'un groupe génétique. Ainsi, ce groupe formerait un « lien linguistique (en) ».

### Classification interne
Ross (1995) fait la liste de sept sous-groupes identifiables à l'intérieur du malayo-polynésien central, sans proposer de classification génétique interne, :
- langues bima-sumba
- langues timoriques (en)
- langues maluku du Sud-Est
- langues aru
- langues maluku central
- langues nord bomberai (en)
- langues kowiai